# Lucien-Antoine Regard
Lucien-Antoine Regard, francoski general, * 22. maj 1884, † 1957.